# 高砂镇
高砂镇，是中华人民共和国福建省三明市沙县区下辖的一个镇。

## 行政区划
高砂镇下辖以下地区：
椒畔村、岭兜村、端溪村、阳溪村、上坪村、樟墩村、龙慈村、龙江村、渔珠村、冲厚村、小洋村、柳源村、员垱溪村和高砂村。